# Геспериды
Геспери́ды (др.-греч. Ἑσπερίδες) — персонажи древнегреческой мифологии, именовавшиеся по отцу Гесперу или по матери Геспериде:
- по отцу — нимфы, дочери Геспера (Вечерней Звезды) и Нюкты (Ночи);
- по матери — 7 дочерей Геспериды и Атласа, которые вместе с матерью преследовались Орионом[2].

По другой версии — дочери Форкиса и Кето. Обитали на счастливых островах, по соседству с Горгонами. В саду, где они жили и который охранялся драконом Ладоном, росли золотые яблоки — свадебный подарок, поднесённый Геей Гере. Достать эти яблоки — было одним из подвигов Геракла. Позднейшие писатели перенесли Гесперид в страну Гипербореев; сказание о яблоках указывает на восточное происхождение мифа.

## Имена Гесперид
У Псевдо-Аполлодора это четыре сестры: Эгла (Αἴγλη, «сияние»), Эрифия (Ἐρύθεια, «красная»), Геспера (Ἑσπέρα, «вечерняя» — старшая из сестёр) и Аретуса (Ἀρέθουσα).
По другой версии, их семь — в Олимпии на троне Зевса были изображены две Геспериды, а в храме Геры в Олимпии статуи пяти Гесперид.
Семь дочерей Геспериды и Атласа: Майя, Электра, Тайгета, Астеропа, Меропа, Алкиона и Келена. Геспериды также именовались по отцу Атлантидами (Atlantidae); насчитывалось до 15 Атлантид, в их число включали воспитательниц Бахуса, дочерей наксосского царя Ликурга, будто бы взятых на Олимп Юпитером за их попечение о его сыне. Этих воспитательниц Бахуса и назвали Плеядами, потому что они дочери Плейоны.
- Аретуса. Гесперида[6]

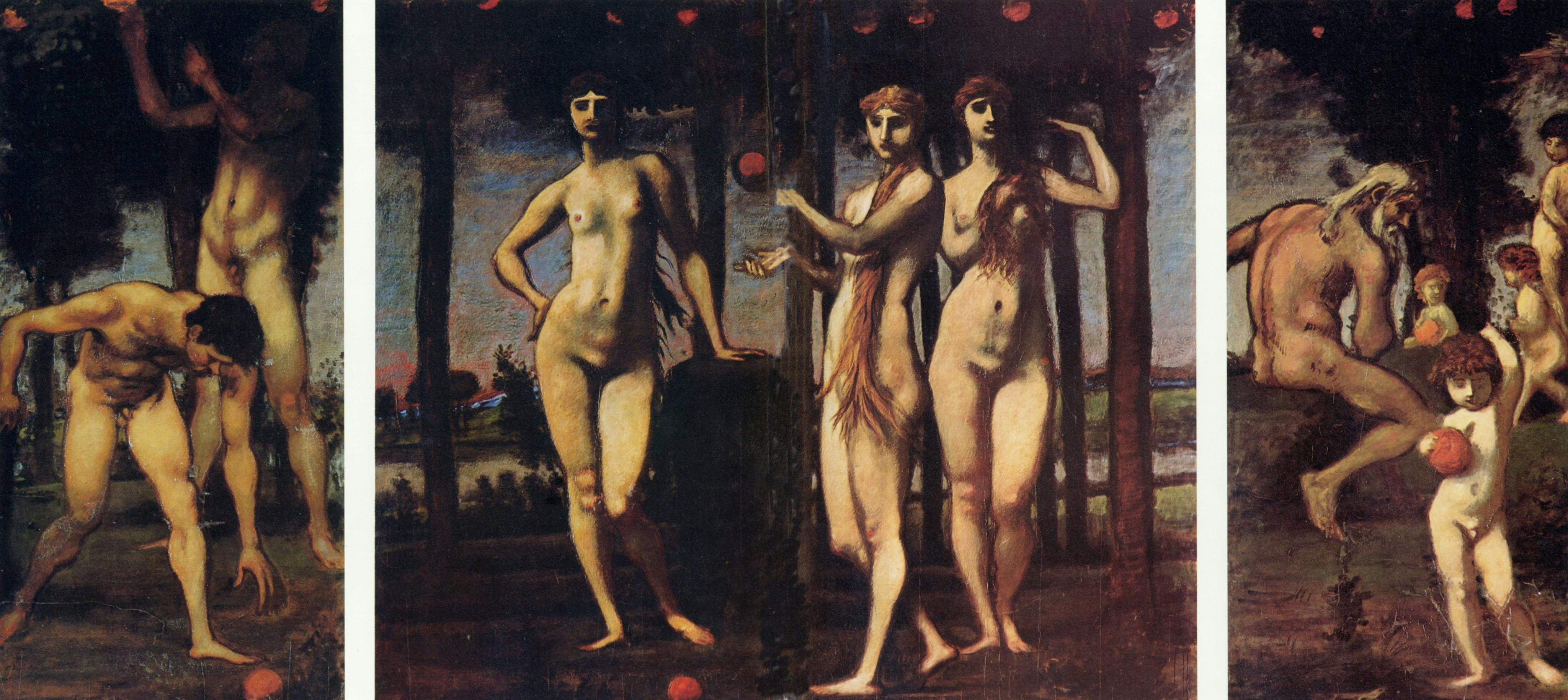
Ханс фон Маре. «Геспериды». 1884. Новая пинакотека. Мюнхен

- Гесперия (Геспера) Имя одной из Гесперид у Гигина, дочь Никты и Эреба[7]; превратилась в тополь[8].
- Гестия. Гесперида[6].
- Гиперефуса. Дочь Ночи, одна из гесперид[9].
- Эгла. Гесперида[10]; превратилась в иву[11].
- Эрифея (Эритея/Эрифеида) Гесперида[12]; превратилась в вяз[8]. У Гигина искажённо +Эрика+[13].

## Описание
По Гесиоду, рождены Нюктой. Живут за Океаном, рядом с Горгонами, Гесиод называет их «певицы». Они же — Атлантиды, поскольку живут «у Атланта, там, где обитают гиперборейцы». Атланта иногда называют отцом гесперид.
Рассказ о яблоках Гесперид был уже в «Титаномахии» (поэме VIII в. до н. э.), Гесперид упоминал Стесихор.
Согласно Ферекиду, когда Гера выходила замуж за Зевса, Гея подарила ей золотые яблоки. Гера посадила их в саду богов у Атланта, а так как дочери Атланта воровали их, она поставила змея, по имени Ладон, их охранять. У него было сто голов, а две сотни глаз постоянно следили за яблоками. Яблок было три.
По рассказу Диодора, разбойники, посланные египетским царём Бусиридом, похитили Гесперид, когда те играли в саду. Сев на корабль, разбойники отплыли недалеко и высадились «на каком-то мысе», чтоб устроить пиршество. Геракл прибыл туда, перебил разбойников, а девушек отвёз к отцу. В благодарность Атлант отдал ему яблоки.

## В культуре
В честь Гесперии назван астероид (69) Гесперия, открытый в 1861 году. Художник Фредерик Лейтон изобразил свою возлюбленную — драматическую актрису и натурщицу Дороти Дин на картине «Сад Гесперид» (англ. «The Garden of the Hesperides», 1892). 